# Maria Paszyńska
Maria Paszyńska (ur. 30 czerwca 1985 w Lubinie) – polska pisarka, felietonistka, varsavianistka, prawniczka i orientalistka.

## Życiorys
Ukończyła autorską klasę humanistyczną w VII LO im. Juliusza Słowackiego w Warszawie, a następnie prawo na Uczelni Łazarskiego oraz iranistykę na Wydziale Orientalistycznym Uniwersytetu Warszawskiego. Dwa lata studiowała turkologię. Przez kilka lat pracowała jako prawniczka oraz przewodniczka miejska po Warszawie. Prowadziła serię wakacyjnych spacerów po Warszawie, które współtworzyła dla Wirtualnej Polski, programu telewizyjnego Poszlafirujemy po Pragie oraz felietonów. Choć urodziła się na Dolnym Śląsku, mówi o sobie, że jest adopcyjnym dzieckiem Warszawy. Zadebiutowała w 2015 roku powieścią Warszawski niebotyk, która znalazła się w finale I. edycji konkursu Promotorzy Debiutów organizowanego przez Instytut Książki i Fundację Tygodnika Powszechnego. Powieść Owoc granatu. Dziewczęta wygnane została nominowana w plebiscycie portalu lubimy czytać do miana Książki Roku 2018 w kategorii Powieść historyczna. W tym samym plebiscycie, jako najlepsza powieść historyczna 2019 roku, nominowany był kolejny tom serii – Owoc granatu. Świat w płomieniach. W 2022 roku podczas IV Festiwalu Czas na Książki odbywającego się w Ząbkowicach Śląskich doceniono twórczość autorki i uhonorowano ją nagrodą za znaczący wkład w literaturę polską. 

## Twórczość
Autorka specjalizuje się w powieści historycznej. Wnikliwe przygotowuje się do pisania każdej kolejnej książki, docierając do trudno dostępnych materiałów źródłowych. Maria Paszyńska skupia się nie tylko na rzetelności w kwestii realiów historycznych, lecz także na wnikaniu w psychikę bohaterów, ukazywaniu ich emocji, dobra tkwiącego w człowieku, zawsze i pomimo wszystko. Szczególnie ważne są dla niej tematy społeczne, przede wszystkim te dotyczące tolerancji, wielokulturowości i dialogu międzyreligijnego. W swoich książkach przedstawiała m.in. przedwojenną Warszawę, Imperium Osmańskie, wojenne losy stołecznego ogrodu zoologicznego prowadzonego przez Jana i Antoninę Żabińskich oraz tułaczkę Polaków zesłanych na Syberię w czasie II wojny światowej.  
Cykl Warszawski niebotyk
1. Warszawski niebotyk, Wydawnictwo Czwarta Strona, Poznań 2015.
2. Gonitwa chmur, Wydawnictwo Czwarta Strona, Poznań 2016.
3. Nim zgasną sny, Wydawnictwo Filia, Poznań 2025.

Cykl Cień Sułtana
1. Cień sułtana, Wydawnictwo Czwarta Strona, Poznań 2016.
2. Krwawe morze, Wydawnictwo Czwarta Strona, Poznań 2017.
3. Córka gniewu, Wydawnictwo Czwarta Strona, Poznań 2018.

Cykl Owoc granatu
1. Dziewczęta wygnane, Wydawnictwo Książnica, Poznań 2018.
2. Kraina snów, Wydawnictwo Książnica, Poznań 2018.
3. Świat w płomieniach, Wydawnictwo Książnica, Poznań 2019.
4. Powroty, Wydawnictwo Książnica, Poznań 2019.

Cykl Wiatr ze wschodu
1. Czas białych nocy, Wydawnictwo Książnica, Poznań 2020.
2. Stalowe niebo, Wydawnictwo Książnica, Poznań 2020.
3. Szkarłatna łuna, Wydawnictwo Książnica, Poznań 2021.
4. Za zasłoną chmur, Wydawnictwo Książnica, Poznań 2021.

Cykl Cuda codzienności
1. Cuda codzienności, Wydawnictwo Książnica, Poznań 2021.
2. Skrawki nadziei, Wydawnictwo Książnica, Poznań 2022.

Cykl Jagiellonowie
1. Niechciane dziedzictwo, Wydawnictwo Książnica, Poznań 2023.
2. Taniec mieczy, Wydawnictwo Książnica, Poznań 2024.

Inne powieści
- Willa pod Zwariowaną Gwiazdą, Wydawnictwo Pascal, Bielsko-Biała 2018.
- Instytut piękności, Wydawnictwo Pascal, Bielsko-Biała 2019.
- Dwa światła, Wydawnictwo Pascal, Bielsko-Biała 2019.
- Listy do Gestapo, Wydawnictwo Książnica, Poznań 2022.
- Wszystko dla Emilii, Wydawnictwo Książnica, Poznań 2022.
- Jeśli jutra nie będzie, Wydawnictwo Książnica, Poznań 2023.
- Hańba, Wydawnictwo Książnica, Poznań 2023.
- Kochanka nazistów, Wydawnictwo Filia, Poznań 2024.
- Dziewczyny ze Słowaka, Wydawnictwo Znak Literanova, Kraków 2024.
- Chmuroręki i Ognistousty, Wydawnictwo Frajda, Poznań 2024.

Opowiadania
- Wydmuszka [w:] Taniec pszczół i inne opowiadania o czasach wojny, Wydawnictwo Książnica, Poznań 2020.
- Koniarz [w:] Rozdzieliła nas wojna, Wydawnictwo Filia, Poznań 2022.